# Leçons de ténèbres (film)
Pour les articles homonymes, voir Leçons de ténèbres (homonymie).
Pour plus de détails, voir Fiche technique et Distribution.
Leçons de ténèbres est un film français réalisé par Vincent Dieutre et sorti en 2000.

## Synopsis
Le film reconstitue par fragments, entre journal intime et drame baroque, un voyage fatal placé sous le signe du Caravage. D’Utrecht à Naples, en passant par Rome, deux histoires d'amour guident les pérégrinations nocturnes d'un homosexuel à la recherche de la beauté perdue.

## Fiche technique
- Titre : Leçons de ténèbres
- Réalisation : Vincent Dieutre
- Scénario : Vincent Dieutre
- Photographie : Jean-Marie Boulet, Benoît Chamaillard et Gilles Marchand
- Montage : Ariane Doublet
- Production : Les Films de la Croisade
- Distribution : Pierre Grise Distribution
- Pays :  France
- Durée : 77 minutes
- Date de sortie : 
  - France : mai 2000 (Festival de Cannes)
  - France : 17 janvier 2001

## Distribution
- Andrzej Burzynski
- Hubert Geiger
- Vincent Dieutre
- Leo Bersani
- Antonino Iuorio

## Distinctions

### Récompenses
- Prix du jury au FIDMarseille 2000[1]

### Sélections
- Festival de Cannes 2000[2] (programmation Association pour le cinéma indépendant et sa diffusion)
- Festival du nouveau cinéma de Montréal 2000[3]
- Berlinale 2000[4]
- Festival international du film de Göteborg 2001[3]